# First de Launay*HN
First de Launay*HN (né le 1er avril 1993 en Bretagne et mort en novembre 2024) est un étalon alezan du stud-book Selle français, propriété des Haras nationaux, plusieurs fois récompensé en saut d'obstacles avec Florian Angot. Il est l'un des chevaux piliers de l'équipe de France de saut d'obstacles entre 2003 et 2008.
Après sa mise à la retraite au Haras national de Lamballe en 2009, il devient étalon reproducteur à plein temps. 

## Histoire
First de Launay naît le 1er avril 1993 à l'élevage de Jean-Luc et Yves Thouenon, à Launay, sur la commune de Plélo dans les Côtes-d'Armor (Bretagne, France). Copropriété de Thierry Lacour, ce dernier le monte en cycle classique pendant son année de 4 ans.
Il est présenté aux ventes Fences de la fin d'année 1997, mais s'y fait peu remarquer, avec un prix de vente de 320 000 francs, soit 45 000 euros, bien loin du top price de cette même session de vente, Fétiche du Pas, vendu pour 2 300 000 francs.
Il est acquis par les Haras nationaux, qui l'envoient au Haras national de Montier-en-Der de 1998 à 2001 : le cavalier local Jean-François Lhoste le monte une fois par semaine. Il réussit un triple sans-fautes lors de la finale du cycle classique des chevaux de 5 ans à Fontainebleau, puis accède aux finales des chevaux de 6 et 7 ans.
Florian Angot le monte à partir de 2001, à l'arrivée de First au Haras national de Saint-Lô. Il le décrit alors comme « très courageux et respectueux, mais avec de gros problèmes techniques et physiques ». Il le monte pour son premier Grand Prix nationaux la même année, et entame des concours plus ardus en 2002.
En 2003, année de ses dix ans, First de Launay est consacré uniquement à sa carrière sportive en raison de l'impossibilioté de congeler sa semence et de lui faire faire une monte naturelle. Lors de l'échéance d'Athènes, il a encore peu d'expérience à ce niveau de compétition. 
Jusqu'en 2008, il est l'un des chevaux piliers de l'équipe de France de saut d'obstacles.
Son dernier concours est le CSI3* de Vichy, le 11 juillet 2009. Il est ensuite mis à la retraite au Haras national de Lamballe, pour se consacrer exclusivement à la reproduction.
Florian Angot annonce le 5 novembre 2024 la mort de First de Launay à l'âge de 31 ans.

## Description
First de Launay est un étalon Selle français de robe alezane, mesurant 1,70 m.
Florian Angot insiste sur son « mental exceptionnel », un avis partagé par son premier cavalier Jean-François L'Hoste, qui le décrit comme un « vrai cheval de concours ». Il est décrit comme combatif et extrêmement régulier en compétition.

## Palmarès
Selon son cavalier, First est « le cheval qui a gagné le plus de Grands Prix, avec plus de vingt victoires à son actif ». Il compte au total 115 victoires et 295 classements sur toutes ses épreuves en saut d'obstacles. Il détient aussi l'un des meilleurs indices de reproduction (ISO) jamais enregistrés pour un cheval de saut d'obstacles, soit 189.
First de Launay*HN a participé à de nombreuses compétitions nationales et internationales de saut d'obstacles, représentant la France aux championnats d'Europe, aux championnats du monde et Jeux olympiques d'été. Classé dans plusieurs Grand Prix Coupe du Monde, il a remporté la Coupe des Nations de Gijón en Espagne.

### 2000
- 3e de l’épreuve spéciale des étalons durant la Grande semaine de Fontainebleau
- 4e du Championnat des chevaux de 7 ans

### 2003
- 2003 : membre de l'équipe vainqueur de la Samsung super league.

### 2004
- 2004 : Finaliste en individuel aux Jeux olympiques d'Athènes.

### 2005
- décembre : Vainqueur du Grand Prix du CSI5* de Paris Porte de Versailles[3]

### 2006
- Participation aux Jeux Équestres Mondiaux d’Aix la Chapelle
- Vainqueur du CSI5* de Paris Porte de Versailles

### 2007
- Vainqueur du Grand Prix du CSI-3* de Nantes
- 2007 : 12e en individuel aux Championnats d’Europe à Mannheim, en Allemagne.

### 2008
- Vainqueur du Grand Prix de Hérouville
- Vainqueur de la Coupe des Nations de Prague
- Vainqueur du Grand Prix du CSI2* d’Auvers
- Vainqueur d'une épreuve du CSI3* de Dinard ; 4e du Grand Prix
- Second du Grand Prix Pro Élite de Saint-Lô ; vainqueur d'une épreuve du CSI3*.

## Origines
First de Launay est un fils de l'étalon Pur-sang Laudanum, et de la jument Selle français Jolie de Thurin, par Quastor. Il compte 71 % d'origines Pur-sang, pour 27 % d'origines Selle français et assimilé.